# Stazione di Casa-Port
La stazione di Casa-Port si trova al centro della città di Casablanca in Marocco, nei pressi del porto di Casablanca, ed è servita dai treni nazionali e regionali. È una delle stazioni marocchine col più alto numero di viaggiatori.

## Rinnovo
I lavori di ristrutturazione della stazione sono terminati nel 2013, per un totale di 250 milioni di dirham.

## Interscambi
La stazione è servita da numerose linee di tram ed autobus urbani gestita da Casa Transport.
- Fermata tram (Gare de Casa Port, linea 3)
- Fermata autobus
- Stazione taxi